# Форт Нокс (Кентаки)
Форт Нокс (енгл. Fort Knox) насељено је место без административног статуса у америчкој савезној држави Кентаки.

## Демографија
По попису из 2010. године број становника је 10.124, што је 2.253 (-18,2%) становника мање него 2000. године.
| Група             | 2000.         | 2010.         |
| Белци             | 7.645 (61,8%) | 6.430 (63,5%) |
| Афроамериканци    | 2.856 (23,1%) | 1.677 (16,6%) |
| Азијати           | 204 (1,6%)    | 168 (1,7%)    |
| Хиспаноамериканци | 1.281 (10,3%) | 1.424 (14,1%) |
| Укупно            | 12.377        | 10.124        |